# Wda
Pour la localité de Poméranie, voir Wda.
La Wda est une rivière du nord de la Pologne, un affluent de la rive gauche de la Vistule qu’elle rejoint à Świecie.

## Géographie
Elle a une longueur de 210 km et son bassin hydrographique recouvre une superficie de 2 345 km².
La Wda traverse plusieurs lacs de Poméranie (les lacs Wdzydze, Gołuń, Radolne, Słupinko et Jelenie). Elle longe la forêt de Tuchola. La pratique du kayak est très développée sur son cours.  

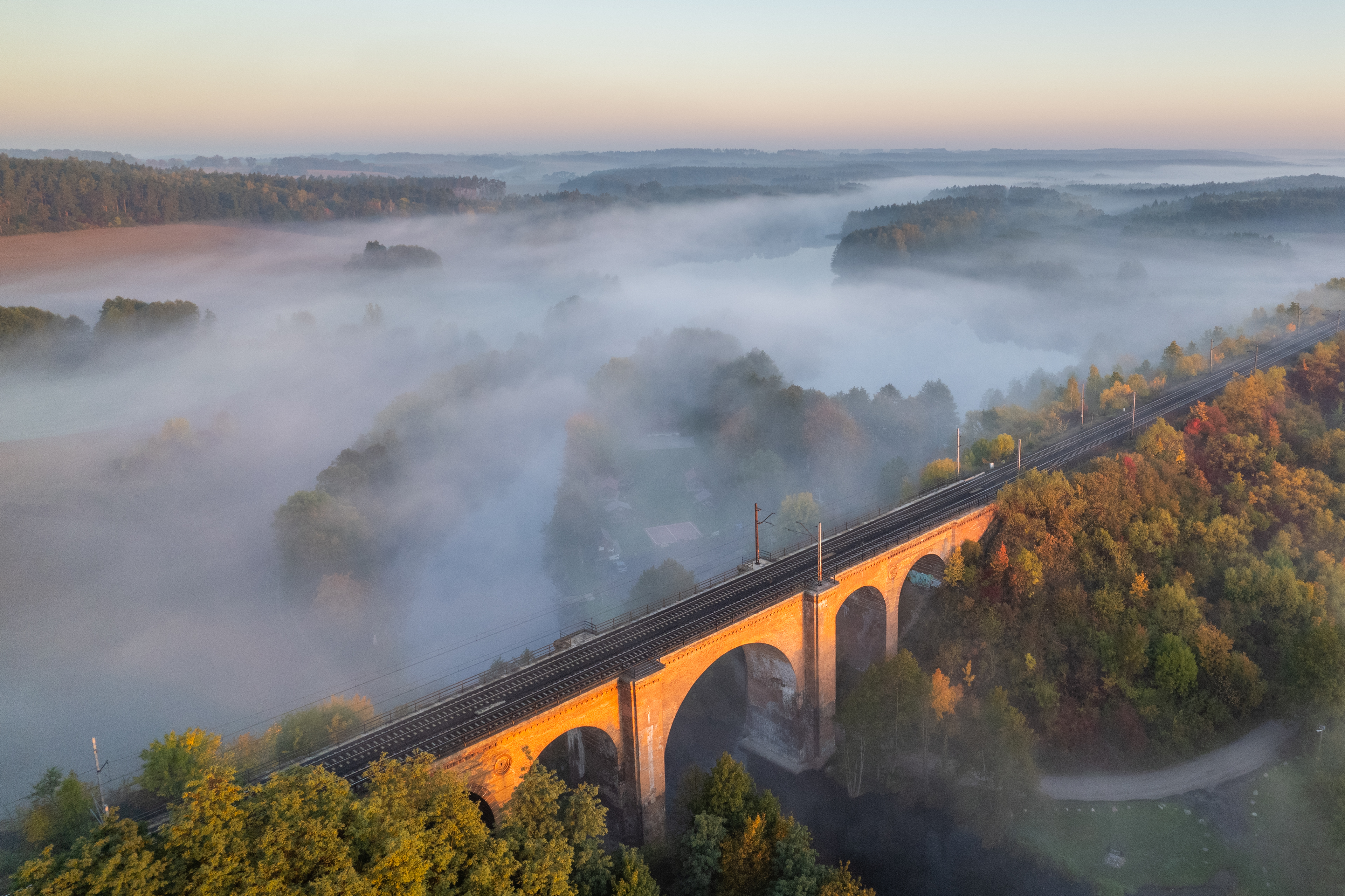
Pont sur la Wda près de Świecie